# 孤劍恩仇記
孤劍恩仇記--君無愁是由台湾电视公司在1985年拍摄的一部古装武侠电视连续剧。

## 概况
首播：1985年7月28日
集數：17集
長度：120分（均為另行配音）

## 故事大綱
『天下無敵獨孤劍』君無愁（劉德凱飾），為了查明殺父之仇和抗元義軍的財富，五年中走遍大江南北，尋找傳聞中涉嫌重大的司馬嘯。這兩位號稱天下大俠的高手，在經過五天五夜的漫長決戰之後，竟然變成了英雄惜英雄，互相仰慕的朋友。他們不但是一決死生的對手，也是無可替代的莫逆之交，他們甚至還彼此託付了身後之事。
而成為君無愁一生唯一知己的司馬嘨，卻在甘心認賊作父的百劍門門主秋東籬（馬景濤飾）設計陷害之下，死於君無愁手中。司馬夫人為追隨亡夫自盡身亡，臨死前將愛子託付君無愁。司馬嘯之子司馬俊，也因此被君無愁當成義子撫養成人。十年之後，長大成人的司馬俊，無意中得知了自己的身世，他該如何面對自己的殺父仇人？
而素來獨來獨往的君無愁，在無意間錯殺至交好友之後，過著更加憂鬱、自閉的生活。陷於萬般悔恨中的他，卻沒料到打擊接踵而來。一直不敢輕易吐露真情的他，畢生最愛的女人，竟然投入了最痛恨的仇人秋東籬懷抱……
這樣一位悲劇英雄，不畏所有的逆境打擊，永遠用最磊落剛直的心胸來看待世界，而得到的回報永遠只有傷心、愁苦。他孤身行走江湖，伴隨身邊的，卻永遠只有一柄孤劍及孤單的身影。
元末、暴政、抗元義軍、野心政客、孤臣孽子、亂臣賊子、癡情女子、圍繞著一批價值連城的珠寶，建構出這部劇力萬鈞的武俠巨作，也牽扯出交織著愛情與俠道真義，無比精彩、曲折的動人故事。

## 懷疑
如果將本劇人物改換成金庸作品『雪山飛狐』時，會讓人不禁懷疑的確是改編自本書，雖然結局與原著有些差異。

## 演出人物
劉德凱：飾君無愁
陳星：飾司馬嘯
黃香蓮：飾司馬妻
池秋美：飾雲芸
伍楓：飾柔柔
劉玉璞：飾仇英
喻可欣：飾絲絲
馬景濤：飾秋東籬
龍冠武：飾丁無劍
李小飛：飾司馬俊